# Liviu Negoiță
Liviu Gheorghe Negoiță (ur. 22 marca 1962 w Braile) – rumuński prawnik i polityk, w latach 2004–2012 burmistrz bukareszteńskiej dzielnicy Sektor 3. W 2009 desygnowany na stanowisko premiera, nie zdołał jednak utworzyć rządu.

## Życiorys
W 1990 ukończył prawo na Uniwersytecie Bukareszteńskim, a następnie rozpoczął praktykę adwokacką.
W 1996 został wybrany w skład Izby Deputowanych z ramienia Rumuńskiej Konwencji Demokratycznej. Był członkiem klubu poselskiego Partii Narodowo-Liberalnej. W 1997 wstąpił do Partii Demokratycznej (przekształconej później w Partię Demokratyczno-Liberalną). W 2000 z powodzeniem ubiegał się o parlamentarną reelekcję, sprawując mandat deputowanego do 2004.
W czerwcu 2004, po wygranej w wyborach lokalnych, objął stanowisko burmistrza bukareszteńskiej dzielnicy Sektor 3. W wyborach lokalnych w czerwcu 2008 zdobył ponad 79% głosów i zachował urząd burmistrza stołecznej dzielnicy na kolejną kadencję, która zakończyła się w czerwcu 2012.
6 listopada 2009 został desygnowany przez prezydenta Traiana Băsescu na stanowisko premiera. Nastąpiło to po tym, jak dwa dni wcześniej parlament odrzucił kandydaturę Luciana Croitoru. Kandydaturze Liviu Negoițy sprzeciwiła się opozycja, która podtrzymała swoje poparcie dla Klausa Iohannisa. Liviu Negoiță nie zdołał uzyskać poparcia dla swojego gabinetu, wskutek czego nie doszło nawet do głosowania w parlamencie w tej sprawie. 16 grudnia 2009, po zatwierdzeniu wyników wyborów prezydenckich, zrezygnował z misji tworzenia rządu. Następnego dnia prezydent powierzył to zadanie dotychczasowemu premierowi Emilowi Bocowi.